# Johann Ludwig Jachtmann

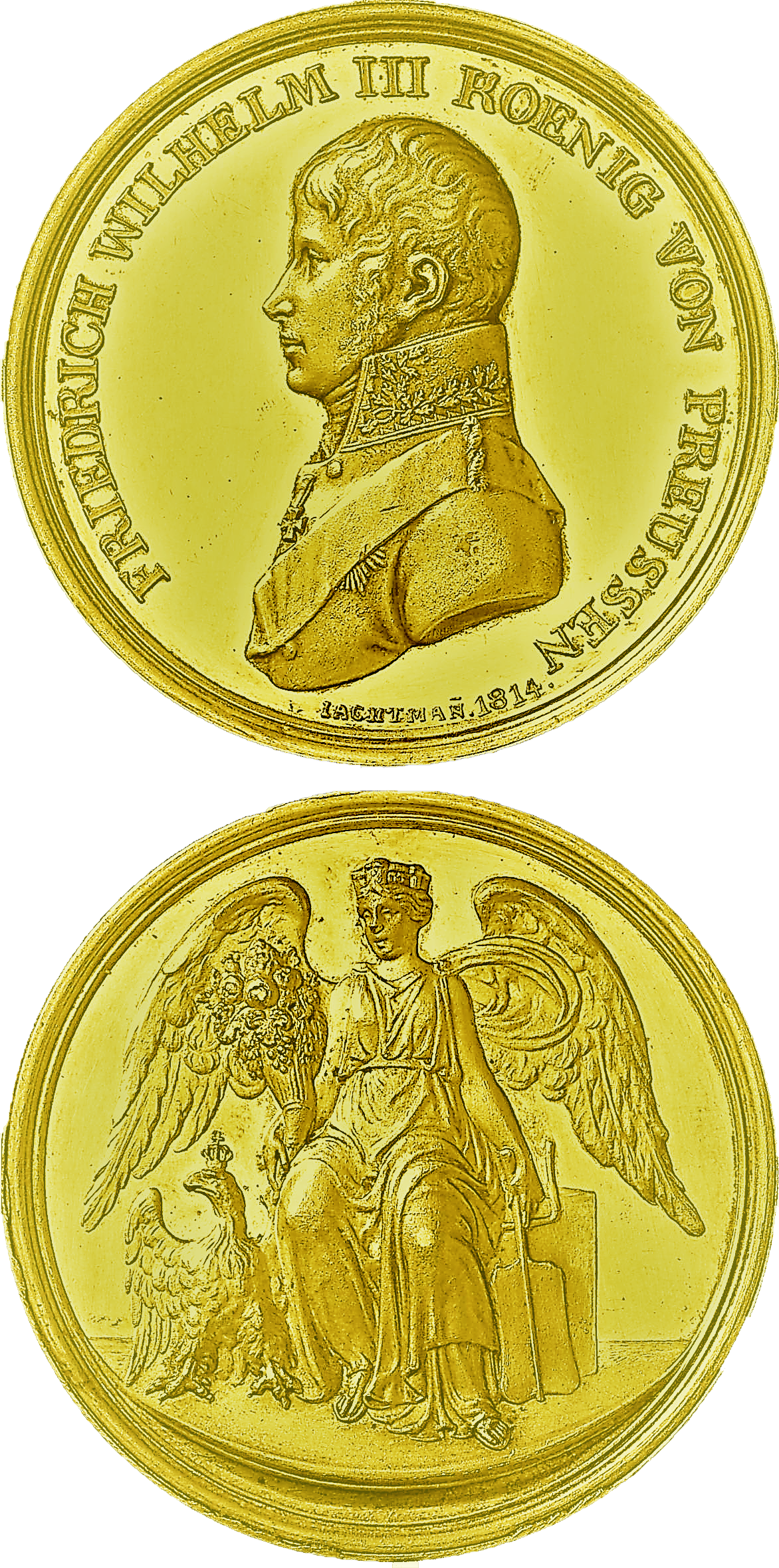
Goldene Medaille für Kunst und Wissenschaft vom König von Preußen Friedrich Wilhelm III. (Medailleur Johann Ludwig Jachtmann, 1814)

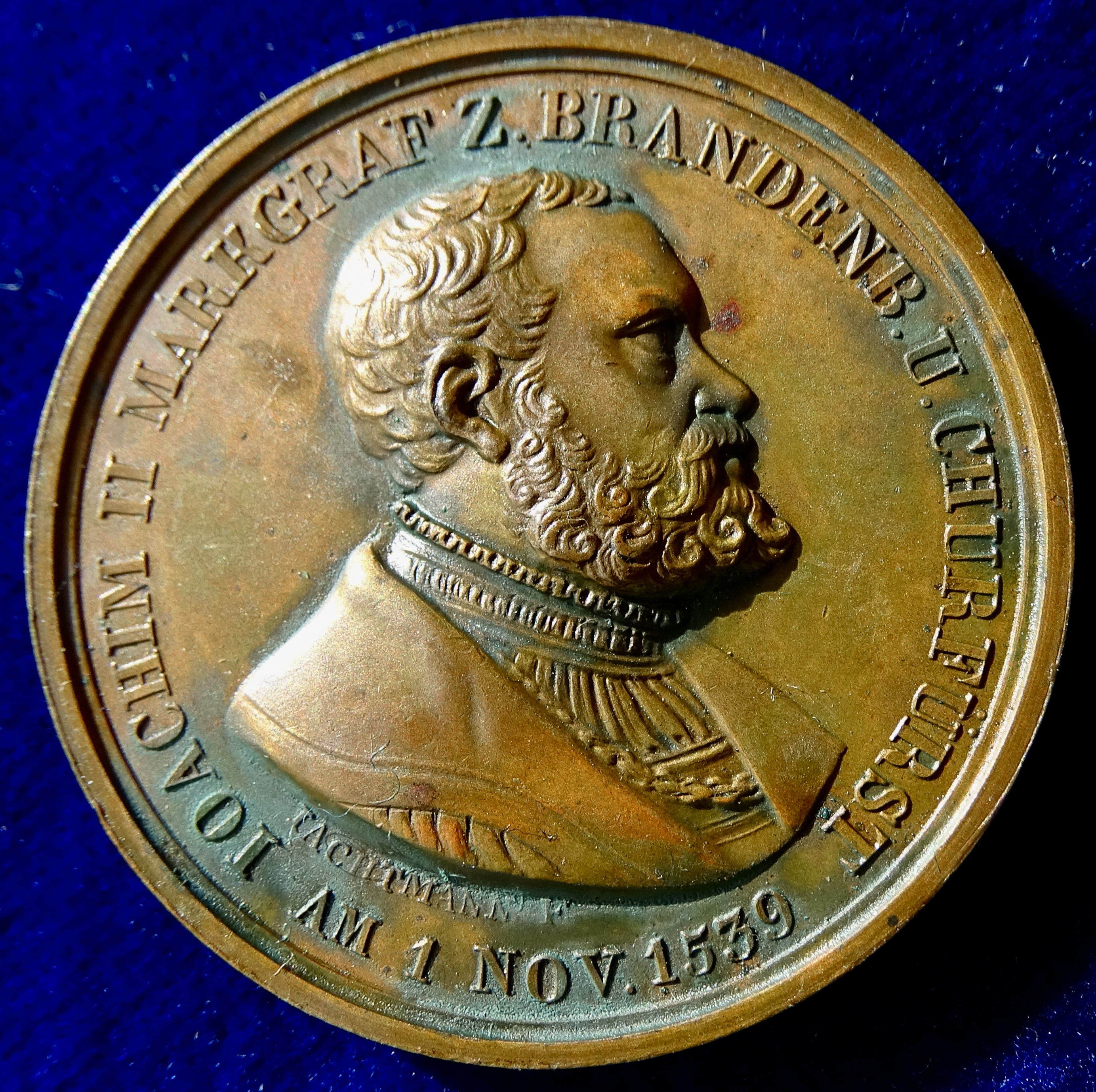
Medaille Markgraf und Kurfürst Joachim II Reformation in Brandenburg 1539, Vorderseite

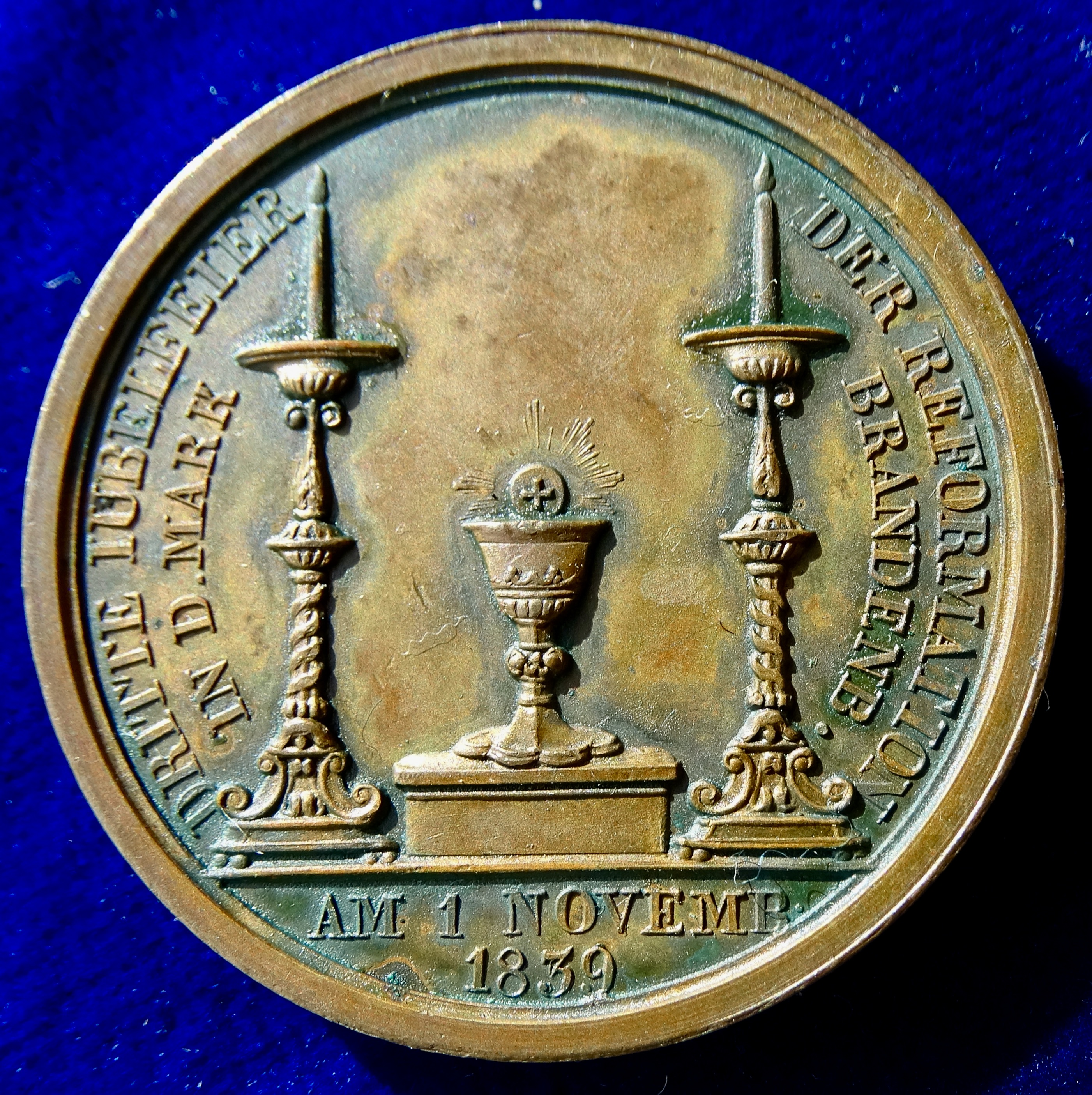
Medaille Brandenburg-Preußen Reformationsjubiläum 1839, Rückseite

Johann Ludwig Jachtmann (* 21. April 1776 in Berlin; † 3. September 1842 ebenda) war preußischer Hofmedailleur.

## Leben und Werk
Johann Ludwig Jachtmann wurde vom Münzmedailleur Johann Jakob Gottfried Stierle (1764–1806) in der Technik des Stempelschneidens ausgebildet. Ab 1811 war er ordentliches Mitglied der Akademie der Künste in Berlin, 1820 wurde er zum Hofmedailleur ernannt.
Der künstlerische Wert liegt weniger in Stil und Komposition als in der sauberen Ausführung. Er hat das Blücher-Standbild in Rostock geschaffen, Gedenkmünzen für Albrecht Dürer und das Reformationsjubiläum von 1828 sowie Medaillen zu Friedrich dem Großen, Friedrich Wilhelm III. und Johann Christian Reil. Die Sorgfalt seiner Arbeiten erwarb ihm die Anerkennung staatlicher Behörden und mehrere Aufträge zur Anfertigung großer Siegelstempel.